# Spelaeogammarus spinilacertus
Spelaeogammarus spinilacertus is een vlokreeftensoort uit de familie van de Artesiidae. De wetenschappelijke naam van de soort is voor het eerst geldig gepubliceerd in 2000 door Koenemann & Holsinger.